# Трубиньш, Бронислав
Бронислав Трубиньш (латыш. Broņislavs Trubiņš; 2 сентября 1897, Даугавпилс, Витебская губерния, Российской империи — 1946, Рига, Латвийская ССР) — латвийский и советский государственный и общественный деятель.

## Биография
Обучался в Петроградском университете, но учёбы не окончил и поступил в Морскую школу.
В 1920 году принимал участие в проведении земельной реформы в Латвии. Получил земельный надел. Учительствовал.
В 1931—1932 годах работал заместителем министра финансов Латвийской Республики.
После ввода советских войск в Латвию в 1940 году был избран депутатом Народного Сейма Латвии от Латгальского избирательного округа.
Член Совета Народных Комиссаров Латвийской ССР под руководством В. Т. Лациса.
В 1940—1941 годах занимал должность Народного комиссара государственного контроля Латвийской ССР, был ответственным работником министерства финансов — Генеральным ревизором Латвийской ССР.
Член Коммунистической партии Латвии. Его шурином был Викентий Латковский.
Умер от инфаркта 29 октября 1946 года в Риге. Похоронен на кладбище Райниса.